# 20 marek 1943
20 marek 1943 – moneta dwudziestomarkowa getta łódzkiego, wprowadzona do obiegu 21 lipca 1944 r.

## Awers
Na tej stronie umieszczono gwiazdę Dawida, pod nią, z prawej strony napis „GETTO”, poniżej rok 1943, dookoła otok dwukreskowy, przeplatany gwiazdkami.

## Rewers
W centralnej części umieszczono nominał 20, pod nim napis „MARK”, na nominale falująca wstęga z napisem: „QUITUNG ÜBER”, dookoła otokowo napis „DER AELTESTE DER JUDEN•IN LITZMANNSTADT•”.

## Opis
Moneta była bita na terenie getta, w I Wydziale Metalowym (niem. Metallabteillung I) mieszczącym się przy ul. Łagiewnickiej 63, w aluminium, na krążku o średnicy ~33,2 mm, masie ~6,95 grama, z rantem gładkim.
W katalogach podawany jest nakład 600 sztuk. W Kronikach Getta Łódzkiego brak jest jakichkolwiek wzmianek o wielkości nakładu. Liczba pojawiających się w obrocie kolekcjonerskim i na aukcjach w Polsce i za granicą egzemplarzy wskazuje raczej na większą emisję od podawanej przez katalogi.